# Paul Zukofsky
Paul Zukofsky (Brooklyn, 22 ottobre 1943 – Hong Kong, 6 giugno 2017) è stato un violinista e insegnante statunitense di origine russa.

## Biografia
Paul Zukofsky è stato un violinista noto nell’ambito della musica contemporanea, attivo anche come insegnante e direttore d’orchestra. Nel 1952 si iscrisse alla Juilliard School di New York dove studiò con Ivan Galamian e Dorothy DeLay. Ancora prima di concludere gli studi Zukofsky iniziò a interessarsi alla musica contemporanea, diventando nel tempo uno specialista in questo repertorio. Nel 1960 si diplomò e nel 1963 vinse il quarto premio al Concorso internazionale Niccolò Paganini di Genova.
Dal 1965 alternò la carriera di solista con quella di docente, insegnando in diversi centri musicali ed università statunitensi, Tanglewood, Boston, New York, e allargò i suoi interessi anche alla direzione d’orchestra. 
Nel corso degli anni successivi diede le premières dei Concerti di Roger Sessions, Charles Wuorinen, Iain Hamilton, Morton Feldman, Philip Glass e opere da camera di Elliott Carter.  Nel 1970 registrò l’integrale dei 24 Capricci di Niccolò Paganini per l’etichetta Vanguard.
Il repertorio di Zukofsky, principalmente dedicato alla musica contemporanea americana del XX secolo, comprendeva opere di Milton Babbitt, Arthur Berger, Easley Blackwood, Henry Brant, John Cage, Elliott Carter, George Crumb, Morton Feldman, Philip Glass, Peter Mennin, Walter Piston, Wallingford Riegger, Artur Schnabel, Roger Sessions, Ralph Shapey, Harvey Sollberger, Stefan Wolpe, Charles Wuorinen. Si dedicò anche alle opere di diversi compositori europei come Giacinto Scelsi, e Iannis Xenakis.

## Scritti
- On Violin Harmonics, in «Perspectives of New Music», n. 6 (1968), pp. 174–181
- All-Interval Scale Book Including a Chart of Harmonics for the Violin, New York, G. Schirmer, 1977
- John Cage’s Recent Violin Music, in A John Cage Reader in Celebration of is 70th Birthday, New York, 1982
- Aspects of Contemporary Technique (with Comments about Cage, Feldman, Scelsi and Babbit), in Robin Stowell (a cura di), The Cambridge Companion to the Violin, Cambridge, Cambridge University Press, 1992, pp. 143-147